# Evonik Tego Chemie
Die Evonik Tego Chemie GmbH (bis Oktober 2007: Tego Chemie Service GmbH) war eine Tochtergesellschaft der Evonik Industries AG, ein international agierendes Chemieunternehmen mit Sitz in Essen. Sie entwickelte, produzierte und vertrieb Additive, Spezial- und Co-Bindemittel, sowie Nanokomposite für die Farben-, Lack- und Druckfarbenindustrie.

## Geschichte
Im Oktober 1984 gründete die Th. Goldschmidt AG am Standort Essen die Tego Chemie Service GmbH als Vertriebsgesellschaft für die seit 1978 entwickelten und hergestellten Lack- und Farbenadditive auf Silikonbasis. Die neue Tochtergesellschaft nahm am 1. Januar 1985 ihre Geschäftstätigkeit auf und übernahm den bisher vom Verkauf Silikone wahrgenommenen Vertrieb von Additiven für die Lack- und Druckfarbenherstellung sowie von Silikonharzen als Spezialbindemittel für hitzebeständige und hoch korrosionsschützende Beschichtungen.
1999 wurde die Tego Chemie Service GmbH zusammen mit ihrer Muttergesellschaft, der Goldschmidt AG, Teil der SKW Trostberg AG. 2001 fusionierten die Degussa-Hüls AG und die SKW Trostberg AG zur Degussa AG. Damit wurde die Tego Chemie Service GmbH Teil des Chemiekonzerns Degussa. Am 12. September 2007 wurde die Eingliederung von Degussa in den Evonik-Industries-Konzern bekanntgegeben.
Die Umbenennung der Tego Chemie Service GmbH in Evonik Tego Chemie GmbH erfolgte am 16. Oktober 2007.

## Akquisitionen
Seit August 2004 vertreibt die Evonik Tego Chemie GmbH Lackadditive der Wacker Chemie AG.
Im April 2011 übernahm die Evonik Tego Chemie GmbH im Rahmen des Verkaufs der hanse chemie Gruppe an die Evonik Goldschmidt GmbH, den Vertrieb der Nanokomposite für die Lack- und Farbenindustrie.

## Produkte
Die Evonik Tego Chemie GmbH entwickelte, produzierte und vertrieb Additive, Co- und Spezialbindemittel, sowie Nanokomposite, die Fehlstellen und unerwünschte Effekte im Lack verhindern. Die Produktpalette umfasste: Entschäumer, Entlüfter,
Netz- und Dispergieradditive, Substratnetzadditive, Hydrophobierungsmittel, Silikonharze, Silikonpolyesterharze, Silikonepoxidharze, Kunstharze, Haftharze.
Probleme bei der Herstellung und beim Auftrag lösemittelfreier Lacke und UV-Lacke, wie z. B. die starke Schaumentwicklung dieser Lacksysteme erschwerten noch zu Beginn der 1980er Jahre deren kommerziellen Einsatz. Die Entwicklung von Additiven, die diese Schaumbildung wirkungsvoll verhindern konnten, unterstützten den Durchbruch innovativer und umweltfreundlicher Lacke. An diesen Entwicklungen war die Evonik Tego Chemie GmbH maßgeblich beteiligt. Diese Produkte gehörten zum Kerngeschäft des Unternehmens.